# Sky Cinema
Sky Cinema je společný název prémiových televizních kanálů provozovaných společností Sky Television a později British Sky Broadcasting. Tyto kanály, vysílající ve Spojeném království a v Irsku mají cca 5 000 000 předplatitelů, a to jak přes satelit, tak i přes kabelovou televizi, či IPTV. K televizním stanicím se řadí i další služby, jako například interaktivní služba "červeného tlačítka" (red button), či internetovou stránku.
Největším rivalem je kanál Film 4, jenž je dostupný v 18 000 000 domácnostech.

## Kanály

### Současné kanály
Současné portfolio kanálů Sky Movies obsahuje kanály:
- Sky Cinema Action
- Sky Cinema Classics
- Sky Cinema Comedy
- Sky Cinema Drama
- Sky Cinema Family
- Sky Cinema Greats
- Sky Cinema Premiere
- Sky Cinema Premiere +1
- Sky Cinema Sci-Fi & Horror
- Sky Cinema Thriller

Všechny kanály s výjimkou kanálu Sky Movies Premiere +1 jsou dostupné i ve vysokém rozlišení obrazu.

## Historie

### Začátky (1989–1998)
Sky Movies byl původně samostatný kanál nabízený jako součást první čtyřkanálové nabídky Sky, když začala v únoru 1989 vysílat. Kanál byl vysílán analogově ze satelitu Astra 1A. Již na začátku měl kanál podepsány smlouvy s firmami 20th Century Fox, Warner Bros, Columbia Pictures Entertainment, Orion Pictures a Buena Vista Distribution Co. na vysílání premiér jejich filmů.
Po roce volného (tzv. Free-to-air) vysílání se kanál v únoru 1990 stal prvním kódovaným kanálem z nabídky Sky. Kanál byl kódovaný systémem VideoCrypt, který zcela rozházel obraz pro kohokoliv, kdo jej chtěl sledovat bez dekodéru a přístupové karty. V roce 1990 začal kanál vysílat 24 hodin denně.
Když se Sky sloučilo se svým rivalem British Satellite Broadcasting, začlenilo k sobě mimo jiné i kanál The Movie Channel, který byl dříve touto platformou vysílán. Kanál byl díky vypuštění druhého satelitu Astra 1B v roce 1991 znovuspuštěn a stal se součástí balíku Sky.
V říjnu 1992 přidal Sky nový kanál Sky Movies Gold, orientovaný na klasické filmy.
1. listopadu 1997 se kanál Sky Movies změnil na Sky Movies Screen 1, a The Movie Channel na Sky Movies Screen 2.
Po dalším rebrandingu 10. září 1998 se stal kanál Sky Movies Screen 1 kanálem Sky Moviemax, kanál Sky Movies Screen 2 kanálem Sky Premier a Sky Movies Gold byl přejmenován na Sky Cinema.

### Sky Movies v digitální éře (1998–2007)
Se spuštěním Sky Digital z nových satelitů Astra na pozici 28.2°E v říjnu 1998 přišlo i dramatické rozšiřování programové nabídky operátora. Byly spuštěny nové digitální kanály Sky Premier 2 až 4 , Sky Moviemax 2 až 5 a Sky Cinema 2 spolu s novým kanálem Sky Premier Widescreen – toho času jediným kanálem vysílajícím filmy v širokoúhlém formátu.
1. července 2002 byla kompletní nabídka Sky Movies opět přejmenována. Kanály Sky Premier byly přejmenovány na Sky Movies Premier, Sky Moviemax na Sky Movies Max, a Sky Cinema na Sky Movies Cinema.
V červnu 2003 byl díky vysokému nárůstu filmů v širokoúhlém formátu uzavřen kanál Sky Movies Premier Widescreen
1. listopadu byly všechny kanály Sky Movies Premier a Sky Movies Max přejmenovány na Sky Movies 1 až 9. Zároveň se kanály Sky Movies Cinema 1 a 2 staly kanály Sky Cinema 1 a 2.
Od 30. ledna 2006 zahajovaly nově kanály Sky Movies 9 a nový Sky Movies 10 vysílání od 17:00 (až do 3:00). Díky tomu, že k jejich přístupu bylo potřeba znalosti PINu bylo nově možné vysílat filmy určené pro diváky starší 15 let již před 22:00 hodinou. Tyto dva kanály byly také dostupné ve vysokém rozlišení obrazu při spuštění této služby později téhož roku.

### Sky Movies podle žánrů (2007 – )
Od čtvrtého dubna 2007 jsou nově kanály pojmenovány podle žánru, který vysílají. Sky Cinema 1 a 2 se spojily v Sky Movies Classics. Novýmy kanály se staly Sky Movies Premiere, Sky Movies Premiere +1, Sky Movies Comedy, Sky Movies Action & Thriller, Sky Movies Family, Sky Movies Drama, Sky Movies Classics, Sky Movies Sci-Fi & Horror, Sky Movies Modern Greats, Sky Movies Indie, Sky Movies HD1 a Sky Movies HD2. Již předtím byly spuštěny 3 HD kanály.
Později začaly vysílat kanály Sky Movies HD1 a HD2 vysílat i ve standardním rozlišení obrazu pro zákazníky bez HD nabídky. Kanály byly až do února 2008 známy pod názvem Sky Movies SD1 and SD2. Tehdy byly přejmenovány na Sky Movies Screen 1 a Screen 2 (a také Sky Movies Screen 1 HD a Screen 2 HD)
20. března 2008 byl navíc spuštěn i kanál Sky Movies Premiere HD, který je simulcastem kanálu Sky Movies Premiere ve standardním rozlišení obrazu.
V říjnu 2008 bylo oznámeno spuštění šesti nových simulcastů ve vysokém rozlišení - Sky Movies Action/Thriller HD, Sky Movies Sci-Fi/Horror HD, Sky Movies Drama HD, Sky Movies Modern Greats HD, Sky Movies Family HD a Sky Movies Comedy HD. Tím pádem již ve vysokém rozlišení vysílají téměř všechny kanály Sky Movies. Výjimku tvoří kanály Sky Movies Premiere +1, Sky Movies Classics a Sky Movies Indie, který zůstal pouze v SD až do 26. října 2009, kdy byl spuštěn i jeho simulcast Sky Movies Indie HD 
V průběhu prosince 2009 byl kanál Sky Movies Screen 2 dočasně rebrandován na Sky Movies Christmas Channel, který vysílal filmy s vánoční tematikou.
26. března 2010 byl kanál Sky Movies Screen 1 nahrazen novým kanálem Sky Movies Showcase, který přináší celé série filmů. Sky Movies také mírně pozměnilo jména a zaměření některých svých kanálů. Sky Movies Action & Thriller se tak změnilo na Sky Movies Action & Adventure, Sky Movies Drama na Sky Movies Drama & Romance a Sky Movies Screen 2 zaniklo kvůli vzniku nového kanálu Sky Movies Crime & Thriller.
9. srpna 2010 byl spuštěn poslední kanál Sky Movies v HD - Sky Movies Classics HD.
Od 1. prosince 2010 byly opět kanály Sky Movies Showcase a Sky Movies Showcase HD přeměněny na Sky Movies Christmas Channel a Sky Movies Christmas Channel HD.

## Voice-overs
- Eddie Outwaite (únor 1989 – září 1989)
- James Smillie (únor 1989–1994)
- Charlie Neil (září 1989 – září 1990)
- Juliet Daniels (září 1989 – září 1994)
- Richard Madeley (září 1990 – září 1991)
- Leslie Crowther ( září 1991 – září 1992)
- Steven Roberts (září 1992 – září 1993)
- Bruce Hammal (září 1993 – září 1998)
- Tom Baker (září 1993 – září 1998)
- Eamonn Holmes (září 1993 – září 1994)
- Darren Tarbuck (září 1994 – září 1995)
- Nigel Gallagher (září 1995 – září 1996)
- Gail Townsend (září 1996 – říjen 1997)
- Andy Sherriff (listopad 1997 – září 1998)
- Barnaby Hiles (září 1998 – červen 2002)
- Sheiley Bailey (září 1998 – prosinec 2001)
- Sarah-Jane Honeywell (září 1998 – červen 2002)
- Justin Fletcher (září 1998 – červen 2002)
- Trevor McDonald (prosinec 2001 – červen 2002)
- Danielle Nicholls (červenec 2002 – říjen 2003)
- Natalie Lawless (červenec 2002 – říjen 2003)
- Pauline Brownslaw (listopad 2003 – duben 2007)
- Chris Jensen (leden 2006 – duben 2007)
- Neil Fox (duben 2007 – říjen 2008)
- Matthew Kelly (duben 2007 – říjen 2008)
- Katey Sagal (duben 2007 – říjen 2008)
- Veronica Roberts (duben 2007 – říjen 2008)
- Tony Francis (duben 2007 – říjen 2008)
- Ken Morley (říjen 2008 - dodnes)
- Rob Moon (říjen 2008 - dodnes)
- Carol Clarke (říjen 2008 - dodnes)
- Sue Weaver (říjen 2008 - dodnes)
- Barry Smith (říjen 2008 - dodnes)
- Alf Roberts (říjen 2008 - dodnes)
- Stephen Mulhern (říjen 2008 - dodnes)
- Melanie Sykes (říjen 2008 - dodnes)
- Adrian Vaughan (říjen 2008 - dodnes)
- Paul Grant (říjen 2008 - dodnes)
- Donna Shepherd (duben 2009 - dodnes)
- Bethany Roberts (duben 2009 - dodnes)
- Jimmy Nail (od 26. března 2010)
- Kelly Jones (od 26. března 2010)
- Danny Smile (od 26. března 2010)
- Andrew Davenport (od 1. února 2011)